# Rachael Ray (praatprogramma)
Rachael Ray, ook bekend als The Rachael Ray Show, is een Amerikaans praatprogramma, bedacht en gepresenteerd door Rachael Ray. De eerste uitzending was te zien in Amerika en Canada en was op 18 september 2006. Het 60-minuten durende programma wordt geproduceerd door Ray en Oprah Winfrey, via haar Harpo Productions. De show wordt gedistribueerd door CBS Television Distribution. Het wordt gefilmd in EUE/Screen Gems in New York.
In 2008 won de show de Daytime Emmy Award voor Outstanding Talk Show Entertainment.
De show heeft gemiddeld 2.600.000 kijkers per dag, wat het de show een van de best bekeken televisieprogramma's van dit moment maakt. Vlak na het debuut werd bekend dat Rachael Ray in ieder geval tot 2010 zal blijven bestaan.
Het concept van het programma bevat meer dan alleen haar kookkunsten. Ook worden er dagelijks bekende persoonlijkheden geïnterviewd, veel (politieke) discussies gehouden, enige optredens gehouden en gebeurtenissen die passen in het kader van het programma The Oprah Winfrey Show. Ray zegt het volgende: "Mensen kennen mij dankzij mijn voorliefde voor eten, maar er is veel meer waarover ik wil praten."